# Come on to Me
„Come On to Me” – singel projektu muzycznego Major Lazer z minialbumu Apocalypse Soon wydanego w 2014. W utworze wystąpił jamajski wokalista Sean Paul. Singel został wyprodukowany przez Major Lazer i holendra Boaza de Jonga. Zawiera sample z utworu „La Murga de Panama” Williego Colóna i Héctora Lavoe.

## Lista utworów
- CD singel – promo (3 marca 2014)[2]

1. „Come on to Me” – 3:34

## Notowania na listach sprzedaży
| Kraj/Region      | Lista (2014)    | Najwyższa pozycja |
| ---------------- | --------------- | ----------------- |
| Francja          | Top 200 Singles | 21                |
| Belgia (Walonia) | Ultratop 50     | 36                |
| Holandia         | Single Top 100  | 60                |